# 奥利弗·奥蒂斯·霍华德
奥利弗·奥蒂斯·霍华德（Oliver Otis Howard，1830年11月8日—1909年10月26日），美国陆军军官、内战时期联邦将军。作为波托马克军团的旅级指挥官，霍华德在1862年6月的七松之役中带领部下对抗南方联盟军队时失去了右臂，他后来因此获得荣誉勋章。作为一名军团指挥官，他指挥了缅因州第三步兵团，并于1863年5月和7月在錢斯勒斯維爾和葛底斯堡遭受了两次重大失败，但从挫折中恢复过来，成为一名成功的军团指挥官，后来成为西部战区的陆军指挥官。战后，他主管自由民局。内布拉斯加州的霍华德县以他的名字命名。1867年，他建立了以他名字命名的霍华德大学并担任了该大学的第三任校长。